# Dorfkirche Altenplathow

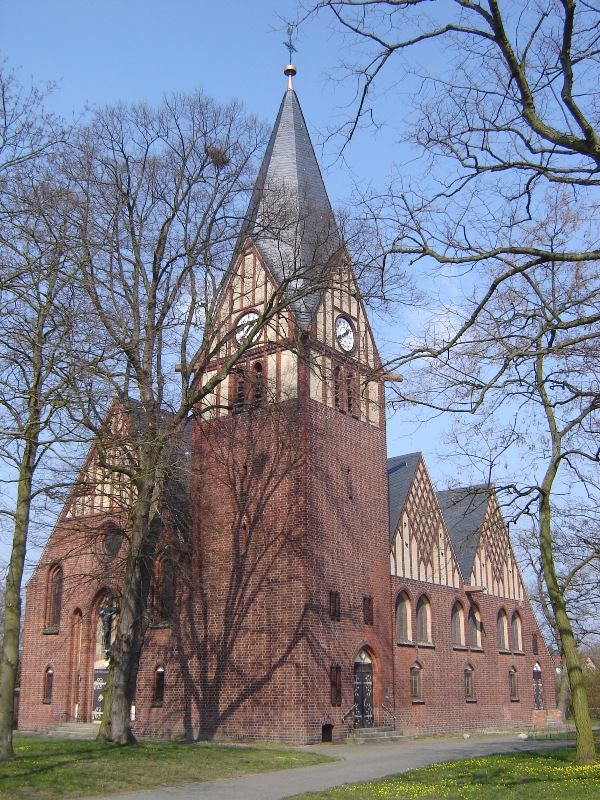
Kirche Altenplathow

Die Dorfkirche Altenplathow ist das evangelische Gotteshaus von Altenplathow (Sachsen-Anhalt). Es entstand zu Beginn des 20. Jahrhunderts anstelle eines Vorgängerbaus und wurde Ende des Jahrhunderts unter Denkmalschutz gestellt. Die Kirche gehört zum Kirchspiel Genthin und dieses ist Mitglied in der Evangelischen Kirche Mitteldeutschland (EKM).

## Lage
Das Kirchengebäude steht in der Altenplathower Straße 74 in der Ortsmitte. Sie ist ein Element in der Straße der Romanik.

## Geschichte und Architektur
Die Kirche ersetzte eine vorherige romanische Feldsteinkirche, die 1902 wegen Mängeln in der Baustatik abgebrochen wurde.
Sie ist ein Backsteinbau im Stil der Neogotik nach Vorbildern aus der Backsteingotik. Architekt des 1904 fertiggestellten Gebäudes war der Kreisbauinspektor Engelbrecht.
Die zweischiffige Kirche ist nach Nordosten ausgerichtet, ihr quadratischer Turm mit dem spitzen Faltdach steht an der Südecke. Das nordwestlich stehende Hauptschiff trägt ein schiefergedecktes Satteldach, ihm ist eine mehrseitige Apsis angefügt. Das Seitenschiff im Südosten ist mit zwei Schmuckgiebeln verziert, an deren Fassade Jugendstil-Elemente angebracht sind. Die Fenstergliederung folgt den Emporen im Inneren und ist daher zweireihig, wobei die oberen Fenster aufwändig mit Maßwerk gestaltet sind. Über dem Hauptportal in der Südwestfront ist ein überlebensgroßes kupfernes Kruzifix angebracht.

## Ausstattung
Das Innere des Kirchenschiffs ist seit der Errichtung der Kirche unverändert (Stand 2007). Es wurde von dem Berliner Kirchenmaler Carl Busch reichhaltig ausgemalt, vor allem an den Wänden und Emporen-Brüstungen, sowie an der hölzernen, tonnengewölbten Decke. An der Süd- und Westwand sind breite Emporen angebracht. Die hier installierte Orgel wurde von dem Orgelbauer Haerpfer um 1890 geschaffen, stand zunächst im lothringischen Bitche und kam 1938 in die Altenplathower Kirche. Der Prospekt ist seitlich mit stilisierten Musikinstrumenten verziert.
Das Kirchengestühl besteht aus zusammenhängenden hölzernen Bänken, die an ihren Wangen im oberen Bereich einfache gekerbte Verzierungen tragen und an ihren seitlichen Armlehnen Deckleisten erhielten. Darüber hinaus verfügt die Kirche auch über Einzelstühle, die eher den einfachen bürgerlichen Sitzgelegenheiten nachempfunden sind.
Die Kanzel wurde aus Kiefernholz gefertigt und mit ornamentierten Holzkassetten geschmückt. Sie wird von einem gemauerten steinernen Unterbau getragen. Der Kanzelkorb, zu dem sieben Stufen hinaufführen, ist sechseckig und ruht auf einem starken Bohlenkreuz.
Die Kirchentür besteht ebenfalls ganz aus Holz, ihre Haltemechnismen wie Angeln, Schloss, Griffe und Klinken sind mit Kunstschmiede-Arbeiten in Naturornamenten verziert. Sie ist im unteren Teil eines hochgemauerten Rundbogens eingepasst (siehe Bild). Die eingestochene Inschrift verweist auf das Baujahr.
In der ehemaligen Sakristei steht ein sehr seltener romanischer Figurengrabstein, auf dem der 1170 gestorbene Burgherr Hermann von Plotho dargestellt ist. Das Grabmal wurde 1905 beim Abriss der alten Kirche aufgefunden.
Im Kirchturm hängt ein dreistimmiges Geläut mit einer im Jahr 1554 gegossenen Bronzeglocke.

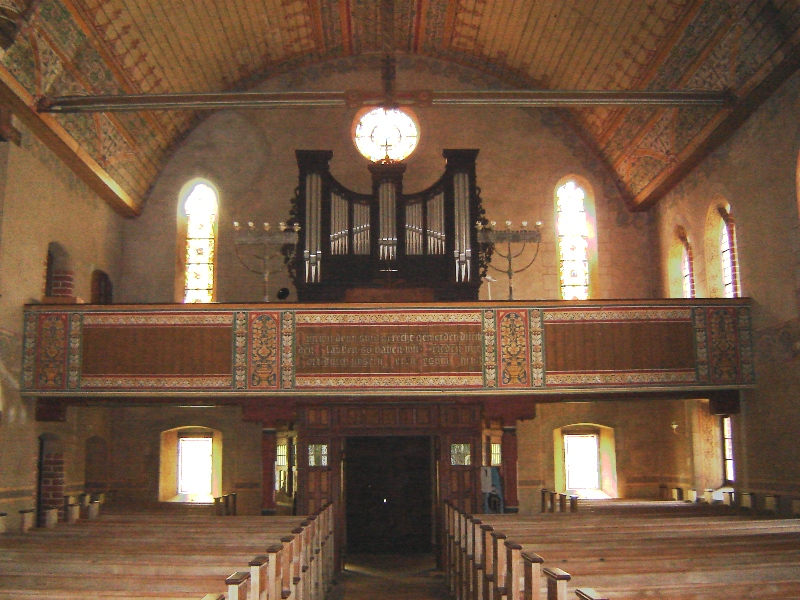
Orgelempore
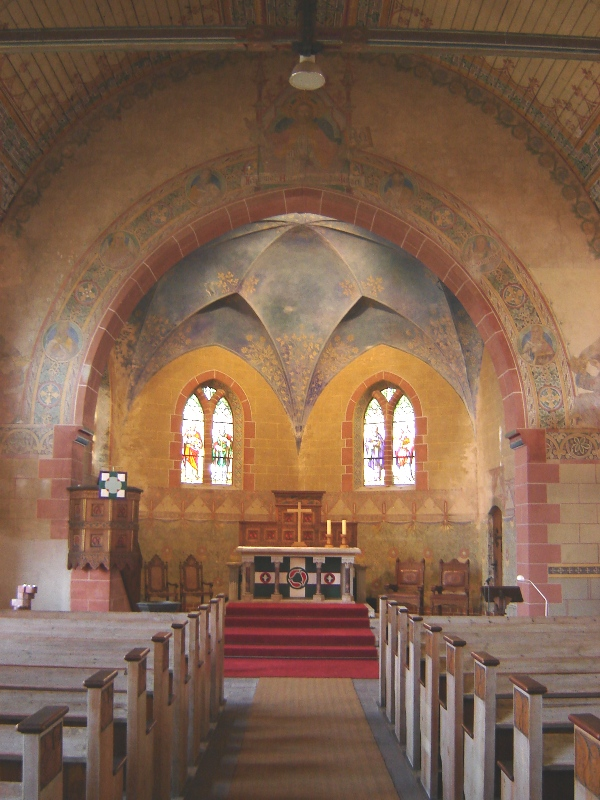
Altarraum
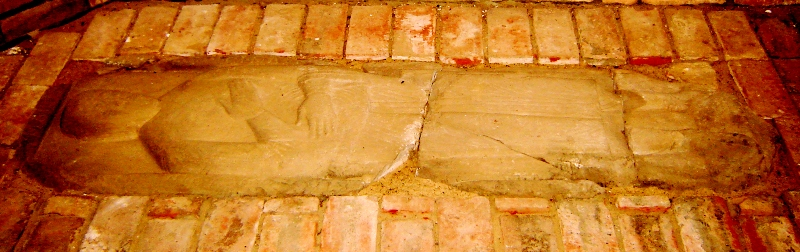
Plotho-Grabstein von 1170
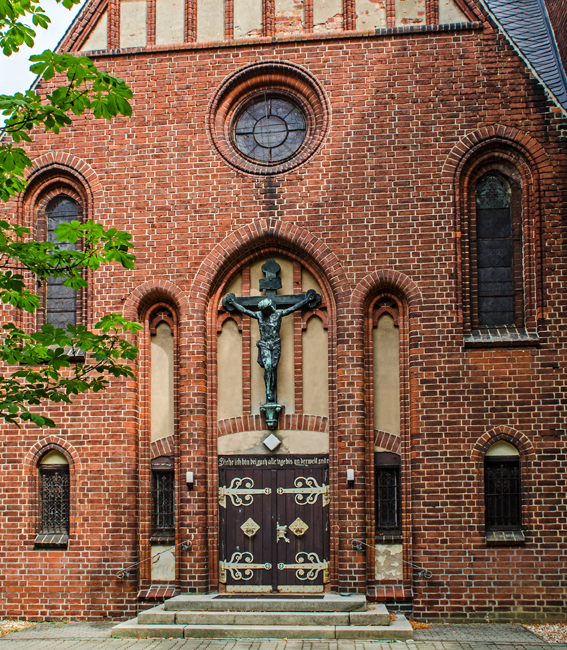
Eingang mit Inschrift